# 2020년 하계 올림픽 코소보 선수단
2020년 하계 올림픽 코소보 선수단은 2021년 일본 도쿄에서 열린 2020년 하계 올림픽에 참가한 올림픽 코소보 선수단이다.
코소보는 코소보 올림픽 위원회(KOK/OKK)가 대표하여 일본 도쿄에서 열리는 2020년 하계 올림픽에 참가했다. 코소보는 이전에 2016년에 한 차례 하계 올림픽에 참가한 적이 있다. 국가 위원회는 총 11명의 선수(남자 5명, 여자 6명)를 선발하여 6개 종목에 출전했다. 당초 2020년 여름에 열릴 예정이었던 대회는 2019년 코로나바이러스감염증-19(COVID-19)의 유행으로 인해 2021년 7월 23일부터 8월 8일까지 연기되었다.
코소보는 2개의 금메달을 획득하여 2016년에 1개의 금메달을 획득한 것에 비해 더욱 발전했다. 코소보는 2개 이상의 메달을 획득한 유일한 국가로 남아 있으며, 모두 금메달이다. 금메달은 여자 유도 선수 2명이 획득했다.
여자 48kg 종목에서 금메달을 획득한 디스트리아 크라스니키와 여자 57kg 종목에서 금메달을 획득한 노라 자코바이다. 2016년 하계 올림픽 금메달리스트 마즐린다 켈멘디(Majlinda Kelmendi)는 여자 52kg 부문에서 두 번째로 코소보를 대표했다.

## 출전 선수
| 종목   | 남자 | 여자 | 전체 |
| ------ | ---- | ---- | ---- |
| 육상   | 1    | 0    | 1    |
| 복싱   | 0    | 1    | 1    |
| 유도   | 1    | 4    | 5    |
| 사격   | 1    | 0    | 1    |
| 수영   | 1    | 1    | 2    |
| 레슬링 | 1    | 0    | 1    |
| 전체   | 5    | 6    | 11   |

## 같이 보기
- 올림픽 코소보 선수단